# توم آدامز (محامي)
توم آدامز (بالإنجليزية: Tom Adams)‏ هو محامي باربادوسي، ولد في 24 سبتمبر 1931 في باربادوس، وتوفي بنفس المكان في 11 مارس 1985 بسبب نوبة قلبية.

## وصلات خارجية
- توم آدامز على موقع مونزينجر (الألمانية)